# Kręgozmyk

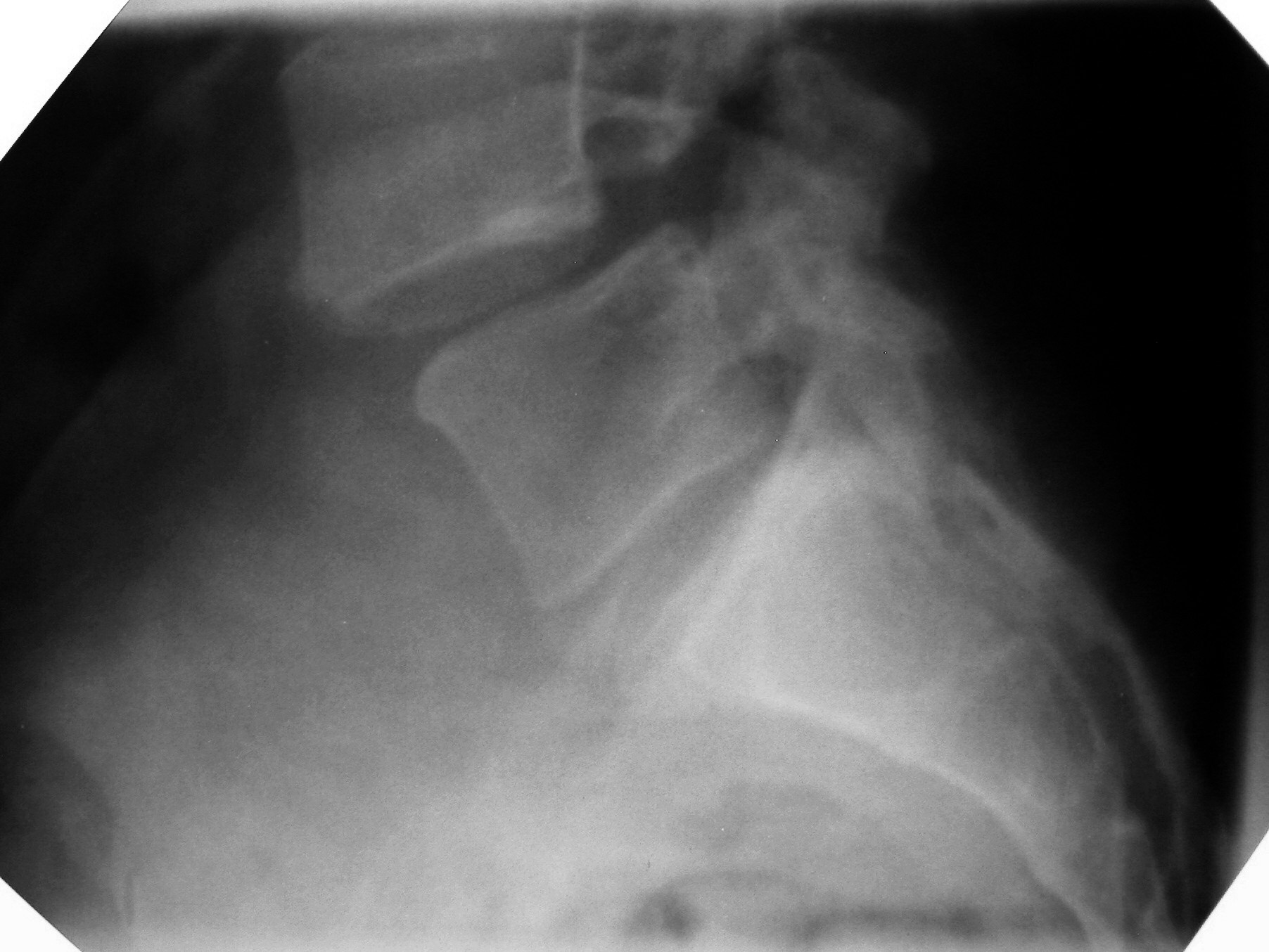
Zdjęcie rentgenowskie uwidaczniające kręgozmyk na poziomie L4-5.

Kręgozmyk (łac. spondylolisthesis z gr. σφόνδυλος spóndylos "kręg", ὀλίσθησις olísthēsis "ześliźnięcie") – przemieszczenie kręgów wraz z całym odcinkiem kręgów wyżej leżących ku przodowi w stosunku do kręgu położonego niżej. Powstaje wskutek istnienia szczeliny łuku kręgowego w miejscu połączenia wyrostków stawowych górnego i dolnego. Kręgozmyk najczęściej występuje w dolnym odcinku kręgosłupa lędźwiowego. Choroba objawia się bólami promieniującymi do kończyn dolnych, nasilającymi się przy siadaniu i wstawaniu. W późniejszym czasie dochodzą trudności w poruszaniu się chorego z uwagi na ucisk na korzenie nerwowe. Leczenie polega na przywróceniu stabilności kręgów na drodze zachowawczej lub operacyjnej. Na kręgozmyk chorują dzieci, młodzież i dorośli.
W przypadku przemieszczenia kręgu w tył, mamy do czynienia z retrolistezą.